# Air Inter
Air Inter (Lignes Aériennes Intérieures) fou una aerolínia domèstica semipública francesa. Fins a la seva fusió amb Air France tingué la seva seu social a Paray-Vieille-Poste (Essonne).

## Història
Air Inter fou fundada el 12 de novembre del 1954 per cobrir línies interiors de França. Va començar a operar amb avions de lloguer el 17 de març de l'any 1958 amb la línia París - Estrasburg que, en no resultar rendible, va ser clausurada poc després.
L'any 1962 va comprar els seus primers avions, cinc Vickers Viscount 708 d'Air France i el 24 de juliol de 1964 va entrar en servei el primer Nord Aviation N262 amb la línia París - Quimper.
L'any 1977 Air Inter va aturar les operacions xarter en arribar a un acord amb Air France a canvi del 20 per cent de les accions d'Air Charter International, una companyia constituïda el 1966 subsidiària d'Air France.
El 12 de gener del 1990 Air Inter esdevingué part del grup Air France i l'1 d'abril del 1997 fou absorbida per Air France perdent la seva identitat jurídica pròpia.

## Flota[2]
Durant la seva història Air Inter ha utilitzat diverses aeronaus.
- Sud Aviation Caravelle SE210
- Airbus A300
- Dassault Mercure
- Fokker F27 Friendship